# Prince of Persia: Warrior Within
Prince of Persia: Warrior Within is een videogame in de Prince of Persia-serie. Warrior Within is het tweede deel van de "Sands of Time-trilogie" en het vervolg op Prince of Persia: The Sands of Time. Op PlayStation Portable kwam het spel op 6 december 2005 uit onder de naam Prince of Persia: Revelations.
De game is door de Franse ontwikkelaar Ubisoft ontworpen en op 2 december 2004 voor X-Box, PlayStation 2, GameCube en Windows uitgebracht.
Het spel begint waar The Sands of Time eindigt, waarbij veel nieuwe vechttechnieken en wapenopties aan verbeteringen zijn bijgekomen. De Prins (wiens naam nog steeds onbekend blijft) kan twee wapens tegelijk hanteren, en de wapens van zijn vijanden stelen en dan wegwerpen.
Warrior Within heeft in tegenstelling tot zijn voorganger een duister en grimmiger karakter. Dit is te merken aan het volwassener taalgebruik en het uiterlijk van de Prins. Daarnaast zijn de vechttechnieken en de acrobatiek van de hoofdpersoon onder handen genomen.
Na het succes van deze game werd er een derde vervolg gemaakt: Prince of Persia: The Two Thrones. De release hiervan was op 30 november 2005. Het verhaal gaat over op de voorlopers.

## Verhaal
Het verhaal speelt zich zeven jaar nadat de prins de Sands of Time heeft gebruikt om de tijd terug te zetten. De prins wordt achtervolgd door de Dahaka De wachter der Tijd, die de prins alsnog wil ombrengen, omdat hij aan het lot ontsnapt was. Op deze manier kan de Dahaka de tijdlijn herstellen.
De prins spoelt aan op het Eiland der Tijd en gaat op zoek naar middelen om van zijn belager af te komen. Daar waar de Sands of time (Zand der Tijd) vandaan komt, wil de prins voorkomen dat die überhaupt ooit gemaakt zou worden en is ervan overtuigd dat de Dahaka hem dan ook met rust zal laten.
Vele obstakels komt de Prins tegen op zijn pad naar het einddoel. Zo wordt hij geconfronteerd met Shahdee, een vrouwelijke krijger in het zwart die hem overboord gooit van zijn schip.
Eenmaal op het eiland ziet de Prins haar weer en volgt haar een portaal in dat naar het verleden leidt. Als hij haar weer vindt, ziet hij haar vechten met Kaileena. De prins weet Shahdee te doden, redt Kaileena van de val en zegt tegen haar dat hij een gesprek wil met de Keizerin der Tijd. Maar wanneer hun omgeving begint in te storten, worden ze van elkaar gescheiden. De prins gaat weer terug naar het heden, waarbij hij twee keer wordt achtervolgd door de Dahaka.
Wanneer hij terug is in het verleden, komt hij vlak bij de troonzaal en ziet alweer Kaileena, die hem wil wegsturen. De prins zegt weer tegen haar dat hij de keizerin wil spreken, maar er volgt een beproeving: de prins moet twee torens beklimmen om het portaal van de Keizerin van de Tijd te kunnen openen. Hierbij volgen steeds de terugkerende portalen naar verleden en heden. Daarbij zit de Dahaka hem nog op de hielen.
Als hij de Keizerin der Tijd ontmoet, die Kaileena zelf blijkt te zijn, wil zij hem doden om haar lot te ontlopen. Het stond immers geschreven dat de prins haar leven zou beëindigen. De Prins weet haar te doden en keert met het portaal weer terug naar het heden. Eenmaal terug komt hij erachter dat het Zand des Tijds werd gecreëerd juist doordat hij de Keizerin des tijds heeft gedood, waarop hij zijn hoop begint te verliezen. Maar dan vindt hij een Masker waarmee hij een tweede keer terug in de tijd kan om haar op de juiste manier te doden. Hij besluit haar in zijn eigen tijd (het heden) af te maken, zodat hij als jongeling nooit het zand des tijds gebruikt zou kunnen hebben.
Wanneer de speler erin slaagt een volledige levensband te verkrijgen, krijgt hij de kans het waterzwaard te verwerven.
Zonder het Water Zwaard (alternatief einde): De Prins en Kaileena vechten een tweede keer; na het gevecht verschijnt de Dahaka, en neemt Kaileena's lijk op (omdat zij degene is die de tijdlijn verstoort: het zand des tijds hoort hier niet te ontstaan).
Dan keert de Dahaka naar de Prins, maar pakt alleen zijn tijdsmedallion. De Prins ontsnapt aan zijn noodlot en vaart uit naar Babylon.
Met het Water Zwaard (ware einde): De Dahaka verschijnt en richt zich op Kaileena (omdat zij degene is die de tijdlijn verstoort). De Prins ontdekt dat de Dahaka een zwak punt heeft voor het Water Zwaard. Samen met Kaileena verslaat hij de Dahaka. Met het doden van het beest ontlopen beiden hun lot en samen varen ze naar Babylon. Dit wordt het ware einde genoemd omdat het vervolg op deze verhaallijn verder borduurt. In de droom van de prins waar in Babylon in brand staat zien we een person in het zwart gekleed dit is Dark prince.

### Personages
- De Prins: Hoofdpersoon dat het Zand der Tijd wil vernietigen om van zijn belager, de Dahaka, af te komen.
- Kaileena: In eerste instantie lijkt ze een bediende van de Keizerin die de prins helpt zijn weg te vinden. Ze blijkt uiteindelijk de Keizerin van de Tijd te zijn die haar lot wil ontlopen door de Prins te doden. De Prins weet haar te bevrijden van haar lot en samen ontsnappen ze aan de Dahaka. De stem van Kaileena werd ingesproken door Monica Bellucci.
- Shahdee: Een vrouwelijke krijger die de Prins uit de weg wil ruimen, De Prins weet haar uiteindelijk te vermoorden.
- Dahaka: De Wachter der Tijd die de Prins wil vermoorden om de tijd te herstellen. Dahaka spreekt achterstevoren.